# Адам Йежи Чарториски
А̀дам Йѐжи Чарторѝски (на полски: Adam Jerzy Czartoryski) е полски шляхтич, княз, представител на магнатския род Чарториски, със собствен герб – разновидност на Погон, полски и руски политик.
Той е министър на външните работи на Руската империя (1804 – 1806) и ръководител на националното правителство на Кралство Полша по време на въстанието срещу руското владичество от 1830 – 1831 година. След краха на въстанието до края на живота си ръководи консервативната фракция от полската емиграция в Париж, която работи упорито, но безуспешно, за национално освобождение чрез военна и дипломатическа интервенция на западноевропейските държави в Русия.

## Произход и младежки години
Княз Адам Йежи Чарториски един от най-изтъкнатите представители на богатия род Чарториски, който още от XV век играе важна, а от XVIII век – и водеща роля в политическата история на полско – литовската държава Жечпосполита. Баща му – княз Адам Кажимеж Чарториски, е един от кандидатите за полския престол през 1763 година, зает тогава от Станислав Август Понятовски. Адам Йежи получава елитарно образование в семейния дом в Пулави, по почин на баща си обикаля и се запознава с устройството на редица западноевропейски държави. През 1792 година Чарториски вземат участие във войната срещу Русия, завършила с Втората подялба на Полша и емиграция на семейството в Англия. По време на въстанието на Косцюшко (1794) дворецът им в Пулави е сринат, а именията им са конфискувани. Година по-късно (1795) Адам Йежи е изпратен от баща си в Санкт Петербург, където измолва от императрица Екатерина II обратно отнетите богатства в замяна на вярна служба.

## Служба на Русия
При престоя си в руската столица Чарториски се запознава и сприятелява с внука на императрицата Александър, който става престолонаследник след смъртта на Екатерина и възкачването на баща си Павел на престола през 1796 година. Назначен е за посланик на императора в Кралство Сардиния. През 1801, при възцаряването на Александър I, се завръща в Санкт Петербург и влиза в така наречения „Негласен комитет“ от най-близките съветници на императора в почина му за реформи в администрацията. Година по-късно Чарториски е заместник на външния министър, а от 1803 година – попечител на Вилненския учебен окръг (в източните предели на някогашната Жеч Посполита). От 1804 година оглавява руското външно министерство. По това време съставя план за преустройство на Европа, който предвижда възстановяване на Полско-литовската държава в тясна политическа уния с Русия. Подтиква Александър I да сключи съюз с Австрия и Англия срещу Наполеонова Франция, но след битката при Аустерлиц политиката му претърпява провал. Оттегля се от министерския пост в 1806 година, поради несъгласие със съюза на Александър с Прусия.

## Усилия за еманципиране на полските земи в Русия
Макар че през 1810 година окончателно напуска Санкт Петербург, Чарториски запазва благоразположението на царя и поста си начело на Вилненския учебен окръг. Участва във Виенския конгрес от 1815 година, на който победителите на Наполеон прекрояват картата на Европа. Съдейства за създаването на Полското кралство под егидата на Александър I като средство за помирение на полските революционери с руския царизъм. Назначен е за сенатор и член на административния съвет, но още през 1816 година се отказва от тази кариера, разочарован от руските разпоредби в привидно автономното Кралство. През 1823 година е принуден да подаде оставка от попечителството на Вилненския учебен окръг. Оттегля се в имението си в Пулави, където се занимава с литературна дейност.

## Начело на Ноемврийското въстание и политическата емиграция
След избухването на въстанието в края на 1830 година Чарториски оглавява Сената, а от януари 1831 – след символичното лишаване на Николай I от полския престол – и националното правителство. Въпреки че първата руска офанзива към Варшава е отбита през февруари, Чарториски не успява да уталожи социалното и политическото напрежение сред поляците. Опитът за поземлена реформа е пресечен, но радикалите (т. нар. „Патриотично дружество“) не са неутрализирани. Напрежението прераства в масови размирици след първите поражения от руснаците и през август Чарториски е принуден да напусне Варшава.
След потушаването на въстанието, лишен от именията си и осъден на смърт от руските власти, Чарториски се установява в Париж. Тамошната му резиденция „Отел Ламбер“ се превръща в средище на политическата дейност на емигрантите, целяща възстановяване на Полша с помощта на западноевропейските държави. Подкрепя националните революции през 1848 година, организира полските бойни части, воюващи на страната на Османската империя, Англия и Франция срещу Русия в Кримската война (1853 – 1855). В Париж той учредява литературно-исторически кръжок и полска национална библиотека.
Чарториски остава водач на консервативното крило на полската емиграция до смъртта си през 1861 година. Оставя мемоари, както и множество художествени и исторически творби.